# Ramulus nyalamense
Ramulus nyalamense är en insektsart som först beskrevs av Chen, S.C., Shang och Pei 2000.  Ramulus nyalamense ingår i släktet Ramulus och familjen Phasmatidae. Inga underarter finns listade i Catalogue of Life.